# Hyalornis propinqua
Hyalornis propinqua là một loài bướm đêm trong họ Geometridae.